# Gâteau de radis
Le gâteau de radis (chinois simplifié : 萝卜糕 ; chinois traditionnel : 蘿蔔糕 ; pinyin : luóbo gāo ; cantonais Jyutping : lo⁴ baak⁶ gou¹ ; litt. « gâteau de radis blanc », parfois écrit 菜頭粿 / 菜头粿, cài tóu guǒ, cantonais Jyutping : coi³ tau⁴ gwo², « enfourné têtes de légumes », autres translittérations cantonaises chhài-thâu-kóe, chhài-thâu-ké, chai tao kway, est un plat fait de radis blanc râpé, mélangé à de la farine de riz et de l'eau avec au choix différents légumes et éventuellement des crevettes, coupé en parallélépipèdes plus ou moins carrés et cuits à la vapeur.
Ce plat est parfois appelé « gâteau de navet » ou, par erreur, « gâteau de carotte » car le terme chinois luobo (radis) peut être utilisé pour désigner le radis blanc (白萝卜, bái luóbo, « radis blanc ») ou la carotte (胡萝卜, hú luóbo, « radis barbare »).
Un plat très proche de la cuisine teochew, mangé en Malaisie et Singapour, est le chai tow kway.